# 1980-ih
2. tisućljeće
◄ | 19. stoljeće | 20. stoljeće | 21. stoljeće | ►
◄ | 1950-ih | 1960-ih | 1970-ih | 1980-ih | 1990-ih | 2000-ih | 2010-ih | ►
1980. | 1981. | 1982. | 1983. | 1984. | 1985. | 1986. | 1987. | 1988. | 1989.

## Događaji i trendovi
- Umro Josip Broz Tito, osnivatelj socijalističke Jugoslavije
- Černobilska katastrofa
- Slobodan Milošević dolazi na vlast u Srbiji
- Kraj komunizma kao političkog sustava vladavine u Europi
- Pad Berlinskog zida i ujedinjenje Njemačke
- Rane 1980-te: rast popularnosti ska glazbe u Engleskoj.